# Roberto Bettega
Roberto Bettega (Torí, Piemont, 27 de desembre de 1950) és un exfutbolista italià.
El seu club de sempre fou la Juventus, on començà a les categories inferiors. Als 19 anys fou cedit una temporada al Varese FC a la Serie B i posteriorment jugà al primer equip durant 13 temporades. En total disputà 326 partits de lliga al club, marcant 129 gols, guanyant set títols de lliga entre 1972 i 1982, a més de la Copa de la UEFA de 1977 i dues copes d'Itàlia. També fou màxim golejador de la lliga italiana de futbol la temporada 1979-80.
El 1975 fou cridat a la selecció italiana per primer cop per a un partit enfront Finlàndia. Fou convocat per al Mundial de 1978 però una lesió de lligaments al genoll li impedí disputar el Mundial de 1982. Disputà 42 partits amb la selecció, marcant 19 gols.
Els darrers anys jugà a la NASL al club Toronto Blizzard.

## Estadístiques
| Clubs          | Clubs          | Clubs          | Lliga   | Lliga | Copa    | Copa | Continental | Continental | Total   | Total |
| Temporada      | Club           | Comp.          | Partits | Gols  | Partits | Gols | Partits     | Gols        | Partits | Gols  |
| -------------- | -------------- | -------------- | ------- | ----- | ------- | ---- | ----------- | ----------- | ------- | ----- |
| 1971/72        | 14             | 10             | 4       | 1     | 5       | 4    | 23          | 15          |         |       |
| 1972/73        | 27             | 8              | 8       | 1     | 7       | 2    | 42          | 11          |         |       |
| 1973/74        | 24             | 8              | 5       | 2     | 2       | 0    | 31          | 10          |         |       |
| 1974/75        | 27             | 6              | 10      | 3     | 10      | 1    | 47          | 10          |         |       |
| 1975/76        | 29             | 15             | 3       | 2     | 4       | 1    | 36          | 18          |         |       |
| 1976/77        | 30             | 17             | 4       | 1     | 12      | 5    | 46          | 23          |         |       |
| 1977/78        | 30             | 11             | 4       | 2     | 7       | 2    | 41          | 15          |         |       |
| 1978/79        | 30             | 9              | 9       | 2     | 2       | 0    | 41          | 11          |         |       |
| 1979/80        | 28             | 16             | 4       | 0     | 8       | 1    | 40          | 17          |         |       |
| 1980/81        | 25             | 5              | 8       | 3     | 4       | 3    | 37          | 11          |         |       |
| 1981/82        | 7              | 5              | 4       | 2     | 3       | 1    | 14          | 8           |         |       |
| 1982/83        | 27             | 6              | 7       | 1     | 6       | 1    | 40          | 8           |         |       |
| Totals carrera | Totals carrera | Totals carrera | 395     | 152   | 73      | 22   | 81          | 27          | 549     | 201   |

| Selecció d'Itàlia | Selecció d'Itàlia | Selecció d'Itàlia |
| Any               | Partits           | Gols              |
| ----------------- | ----------------- | ----------------- |
| 1975              | 2                 | 0                 |
| 1976              | 7                 | 8                 |
| 1977              | 5                 | 6                 |
| 1978              | 12                | 3                 |
| 1979              | 2                 | 0                 |
| 1980              | 10                | 1                 |
| 1981              | 3                 | 1                 |
| 1982              | 0                 | 0                 |
| 1983              | 1                 | 0                 |
| Total             | 42                | 19                |